# Lancer du disque féminin aux Jeux olympiques d'été de 2012
Navigation
Pékin 2008 Rio 2016
Le concours du lancer du disque féminin aux Jeux olympiques de 2012 a lieu le 3 août pour les qualifications, la finale se déroulant le 4 août dans le Stade olympique de Londres.
Les limites de qualifications étaient de 62,00 m pour la limite A et de 59,50 m pour la limite B.
Le podium de l'épreuve est modifié en 2013 en raison d'une affaire de dopage. La Russe Darya Pishchalnikova est suspendue dix ans et perd tous ses résultats à partir de mai 2012. La médaille d'argent revient à Li Yanfeng, le bronze à la Cubaine Yarelis Barrios.

## Records
Avant cette compétition, les records dans cette discipline étaient les suivants :
| Record du monde  | 76,80 m | Gabriele Reinsch | Allemagne de l'Est | 9 juillet 1988    | Neubrandenburg |
| Record olympique | 72,30 m | Martina Hellmann | Allemagne de l'Est | 29 septembre 1988 | Séoul          |

## Médaillées
| Or              | Argent     | Bronze          |
| Sandra Perković | Li Yanfeng | Yarelys Barrios |

## Résultats

### Finale (4 août)
| Rang                                | Athlète                 | Nationalité | #1      | #2      | #3      | #4      | #5      | #6      | Résultat | Notes |
| ----------------------------------- | ----------------------- | ----------- | ------- | ------- | ------- | ------- | ------- | ------- | -------- | ----- |
| Médaille d'or, Jeux olympiques      | Sandra Perković         | Croatie     | 64,58 m | 68,11 m | 69,11 m | x       | 66,96 m | 64,03 m | 69,11 m  | NR    |
| DSQ                                 | Darya Pishchalnikova    | Russie      | 65,19 m | 62,07 m | 65,06 m | 66,42 m | 67,56 m | 59,13 m | 67,56 m  |       |
| Médaille d'argent, Jeux olympiques  | Li Yanfeng              | Chine       | X       | 67,22 m | x       | x       | 63,64 m | x       | 67,22 m  |       |
| Médaille de bronze, Jeux olympiques | Yarelys Barrios         | Cuba        | 63,97 m | 66,38 m | 64,84 m | 64,06 m | x       | 65,21 m | 66,38 m  |       |
| 4                                   | Nadine Müller           | Allemagne   | 65,71 m | 65,06 m | x       | 64,16 m | 64,35 m | 65,94 m | 65,94 m  |       |
| 5                                   | Mélina Robert-Michon    | France      | 62,23 m | 61,70 m | 62,41 m | 62,66 m | 63,62 m | 63,98 m | 63,98 m  | SB    |
| 6                                   | Krishna Poonia          | Inde        | 62,42 m | x       | 61,61 m | x       | 63,62 m | 61,31 m | 63,62 m  |       |
| 7                                   | Stephanie Brown Trafton | États-Unis  | 63,01 m | x       | 59,30 m | x       | x       | 61,89 m | 63,01 m  |       |
| 8                                   | Zinaida Sendriūtė       | Lituanie    | 61,68 m | x       | x       | -       | -       | -       | 61,68 m  |       |
| 9                                   | Anna Rüh                | Allemagne   | 59,95 m | x       | 61,36 m | -       | -       | -       | 61,36 m  |       |
| 10                                  | Ma Xuejun               | Chine       | 61,02 m | x       | 60,72 m | -       | -       | -       | 61,02 m  |       |
| 11                                  | Dani Samuels            | Australie   | 60,40 m | 59,86 m | 57,87 m | -       | -       | -       | 60,40 m  |       |

### Qualifications (3 août)

#### Groupe A
| Rang | Groupe | Athlète                   | Nationalité        | #1      | #2      | #3      | Résultat | Notes |
| ---- | ------ | ------------------------- | ------------------ | ------- | ------- | ------- | -------- | ----- |
| 1    | A      | Yarelys Barrios           | Cuba               | x       | 65,94 m | -       | 65,94 m  | Q     |
| 2    | A      | Darya Pishchalnikova      | Russie             | 65,02 m | -       | -       | 65,02 m  | Q     |
| 3    | A      | Li Yanfeng                | Chine              | 59,69 m | 64,48 m | -       | 64,48 m  | Q     |
| 4    | A      | Dani Samuels              | Australie          | 60,02 m | x       | 63,97 m | 63,97 m  | Q, SB |
| 5    | A      | Krishna Poonia            | Inde               | x       | 63,54 m | -       | 63,54 m  | Q     |
| 6    | A      | Ma Xuejun                 | Chine              | 62,66 m | 60,49 m | 62,18 m | 62,66 m  | q     |
| 7    | A      | Mélina Robert-Michon      | France             | x       | 62,47 m | 59,72 m | 62,47 m  | q     |
| 8    | A      | Natalya Fokina-Semenova   | Ukraine            | 58,37 m | 60,61 m | 60,36 m | 60,61 m  |       |
| 9    | A      | Julia Fischer             | Allemagne          | x       | 58,82 m | 60,23 m | 60,23 m  |       |
| 10   | A      | Li Wen-Hua                | Taipei chinois     | 58,22 m | 59,91 m | 58,99 m | 59,91 m  |       |
| 11   | A      | Vera Karmishina-Ganeeva   | Russie             | 59,90 m | 49,53 m | x       | 59,90 m  |       |
| 12   | A      | Żaneta Glanc              | Pologne            | 56,40 m | 59,88 m | 56,77 m | 59,88 m  |       |
| 13   | A      | Aretha Thurmond           | États-Unis         | 58,38 m | 59,39 m | 57,81 m | 59,39 m  |       |
| 14   | A      | Rocío Comba               | Argentine          | 55,22 m | 55,81 m | 58,98 m | 58,98 m  |       |
| 15   | A      | Allison Randall           | Jamaïque           | 57,16 m | 58,06 m | x       | 58,06 m  |       |
| 16   | A      | Yaime Perez               | Cuba               | 57,46 m | x       | 57,87 m | 57,87 m  |       |
| 17   | A      | Věra Pospíšilová-Cechlová | République tchèque | 55,00 m | x       | x       | 55,00 m  |       |

#### Groupe B
| Rang | Groupe | Athlète                 | Nationalité | #1      | #2      | #3      | Résultat | Notes |
| ---- | ------ | ----------------------- | ----------- | ------- | ------- | ------- | -------- | ----- |
| 1    | B      | Nadine Müller           | Allemagne   | 65,89 m | -       | -       | 65,89 m  | Q     |
| 2    | B      | Sandra Perković         | Croatie     | 65,74 m | -       | -       | 65,74 m  | Q     |
| 3    | B      | Stephanie Brown Trafton | États-Unis  | x       | 61,09 m | 64,89 m | 64,89 m  | Q     |
| 4    | B      | Anna Rüh                | Allemagne   | 62,98 m | x       | 59,71 m | 62,98 m  | q     |
| 5    | B      | Zinaida Sendriūtė       | Lituanie    | 61,71 m | x       | 62,79 m | 62,79 m  | q     |
| 6    | B      | Seema Antil             | Inde        | x       | 61,10 m | 61,99 m | 61,99 m  |       |
| 7    | B      | Nicoleta Grasu          | Roumanie    | 61,86 m | 59,59 m | x       | 61,86 m  | SB    |
| 8    | B      | Gia Lewis-Smallwood     | États-Unis  | x       | 61,44 m | 61,25 m | 61,44 m  |       |
| 9    | B      | Andressa de Morais      | Brésil      | x       | x       | 60,94 m | 60,94 m  | SB    |
| 10   | B      | Svetlana Saykina        | Russie      | 59,76 m | 60,67 m | x       | 60,67 m  |       |
| 11   | B      | Dragana Tomašević       | Serbie      | 59,32 m | 60,53 m | 57,68 m | 60,53 m  |       |
| 12   | B      | Karen Gallardo          | Chili       | 58,82 m | 60,09 m | x       | 60,09 m  |       |
| 13   | B      | Denia Caballero         | Cuba        | 57,47 m | x       | 58,78 m | 58,78 m  |       |
| 14   | B      | Kateryna Karsak         | Ukraine     | x       | x       | 58,64 m | 58,64 m  |       |
| 15   | B      | Monique Jansen          | Pays-Bas    | 55,65 m | 57,50 m | 56,04 m | 57,50 m  |       |
| 16   | B      | Irina Rodrigues         | Portugal    | 57,23 m | x       | 55,58 m | 57,23 m  |       |
| 17   | B      | Sviatlana Siarova       | Biélorussie | 56,70 m | 55,99 m | x       | 56,70 m  |       |
| -    | B      | Tan Jian                | Chine       | x       | x       | x       | NM       |       |

## Légende
Records et Performances
- AR : Record continental (area record)
- CR : Record des championnats (championship record)
- MR : Record du meeting (meet record)
- NR : Record national (national record)
- OR : Record olympique (olympic record)
- PR : Record paralympique (paralympic record)
- PB : Record personnel (personal best)
- SB : Meilleure performance personnelle de la saison (season's best)
- WL : Meilleure performance mondiale de l'année (world leader)
- WJR : Record du monde junior (world junior record)
- WR : Record du monde (world record)

Circonstances et Conditions
- DNF : N'a pas terminé (did not finish)
- DNS : N'a pas pris le départ (did not start)
- DQ : Disqualification (disqualification)
- NM : Aucun essai valable enregistré (No Mark)
- Q : Qualifié « directement » au prochain tour (ou à la prochaine compétition), lors d'une compétition majeure, grâce au classement ou à la réalisation des minima (automatic qualifier)
- q : Qualifié au prochain tour (ou à la prochaine compétition), lors d'une compétition majeure, grâce au repêchage ou à la réalisation de l'une des meilleures performances parmi celles des « non qualifiés directement » (grâce au meilleur temps ou à la meilleure distance par exemple) (secondary qualifier)